# 君がいない未来
「君がいない未来」（きみがいないみらい）は、日本のロックバンド・Do As Infinityの22作目のシングル。

## 概要
- 前作「∞1」から7ヶ月ぶりのシングル。副題として～Do As × 犬夜叉 SPECIAL SINGLE～と銘打たれている。
- 表題曲はテレビアニメ『犬夜叉 完結編』のオープニングテーマに使用された[1][2]。『犬夜叉』のタイアップは「楽園」以来4作ぶり、通算4度目となった。また、カップリング曲には既発の『犬夜叉』タイアップ楽曲が収録されている[3]。
- CD+DVD規格とCD規格の初回生産限定盤、CD+DVD規格とCD規格の通常盤の4形態で発売された。DVDには全収録曲のミュージック・ビデオと、「楽園」を除いた3曲のオープニング及びエンディング映像が収録された。また、初回プレス仕様の特典として全形態で異なる『犬夜叉』書き下ろしイラスト巻き帯ステッカーが同梱された[4]。
- オリコンチャート初登場10位を獲得。2作連続でのトップ10入りを果たした。

## 収録曲
1. 君がいない未来 [4:21]
作詞：Kyasu Morizuki、Tomiko Van、Kano Inoue
作曲：Katsumi Ohnishi
編曲：Seiji Kameda
2. 深い森 [4:05]
作詞・作曲：D・A・I
編曲：D・A・I、Seiji Kameda
10thシングルの表題曲。
3. 真実の詩 [4:15]
作詞・作曲：D・A・I
編曲：D・A・I、Seiji Kameda
14thシングルの表題曲。
4. 楽園 [4:56]
作詞：Ryo Owatari
作曲：D・A・I
編曲：Do As Infinity、Seiji Kameda
18thシングルの表題曲。

## 参加ミュージシャン
Do As Infinity
- 伴都美子：Vocal (全曲)
- 大渡亮：Guitar (全曲)

Support Musician
- 亀田誠治：Bass (#1)
- 河村"カースケ"智康：Drums (#1)
- 豊田泰孝：Manipulator (#1)

## タイアップ
- 日本テレビ系列アニメ『犬夜叉 完結編』オープニングテーマ (#1)
- 日本テレビ系列アニメ『犬夜叉』2代目エンディングテーマ (#2)
- 日本テレビ系列アニメ『犬夜叉』5代目エンディングテーマ (#3)
- 東宝配給アニメ映画『犬夜叉 紅蓮の蓬莱島』主題歌 (#4)

## 収録アルバム
- EIGHT (#1)
- The Best of Do As Infinity (#1)
- Anime and Game COLLECTION (#1)
- 2 of Us [RED] -14 Re:SINGLES- (#1 2 of Us)
- Powers Selection (#1)
- Do The Complete (#1)
- 犬夜叉 ベストソング ヒストリー (#1)